# Sheldon Mayer
Sheldon Mayer (* 1. April 1917 in New York City; † 21. Dezember 1991 in Copake) war ein US-amerikanischer Comicautor und -zeichner.

## Leben und Arbeit
Mayer begann in den 1930er Jahren für das Animationsstudio der Fleischer-Brüder und für das McClure-Syndikat zu arbeiten, bevor er zu Beginn der 1940er Jahre einen Posten als Redakteur bei dem Verlag All-American Publications übernahm. In den folgenden Jahren wirkte er bei All Star Comics an der Entwicklung zahlreicher zu einem großen Teil bis heute bekannter und populärer Comicfiguren mit, darunter The Flash, Green Lantern, Hawkman und die Justice Society of America.
Nachdem Mayer 1949 seine Karriere als Redakteur aufgegeben hatte, begann er sich auf das Verfassen und Zeichnen von humoristischen Comicgeschichten für den Verlag National Periodicals zu konzentrieren. Seine bekanntesten Arbeiten aus dieser Phase sind The Three Mouseketeers und – Ende der 1950er Jahre – Sugar and Spike. Hinzu kam die semi-autobiographische Reihe Scribbly, die die Abenteuer eines jungen Illustrators zum Inhalt hatte. In den 1970er Jahren schuf Mayer die Figur Black Orchid und steuerte außerdem Zeichnungen für diverse Horror- und Mysterycomics bei, wobei seine Arbeitskapazität aufgrund eines kataraktischen Augenleidens allmählich verringerte.